# Новый аэропорт Титосэ (станция)
Станция Новый аэропорт Титосэ (яп. 新千歳空港駅 син титосэ ку:ко: эки) — железнодорожная станция в японском городе Титосе, обслуживаемая компанией JR Hokkaido. На этой станции можно использовать Kitaca (смарт-карта). Скоростные поезда курсируют до станции Саппоро, проезд занимает около 35-40 минут и стоит 1070 йен.

## История
Станция Новый аэропорт Титосэ была открыта 1 июля 1992 года.

## Линии
- JR Hokkaido
  - Линия Титосэ

## Планировка
Платформы 
| 1 | ■Линия Титосэ | на станции Саппоро, Тэинэ и Отару |
| 2 | ■Линия Титосэ | на станции Саппоро, Тэинэ и Отару |